# Slovenska hokejska liga 2010/11
Sezona 2010/11 Slovenske hokejske lige je dvajseta sezona slovenskega prvenstva v hokeju na ledu. Naslov slovenskega prvaka so devetič osvojili hokejisti HK Acroni Jesenice, ki so v finalu s 4:0 v zmagah premagali HDD Tilia Olimpija.

## Redni del

### Skupina A
| Poz | Klub               | OT | Z | P | ZPP | PPP | PG | DG | GR  | TOČ |
| --- | ------------------ | -- | - | - | --- | --- | -- | -- | --- | --- |
| 1.  | HDD Tilia Olimpija | 4  | 4 | 0 | 0   | 0   | 36 | 4  | +32 | 12  |
| 2.  | HK Triglav Kranj   | 4  | 1 | 2 | 0   | 1   | 6  | 19 | -13 | 4   |
| 3.  | HK Slavija         | 4  | 0 | 3 | 1   | 0   | 6  | 25 | -19 | 2   |

### Skupina B
| Poz | Klub               | OT | Z | P | ZPP | PPP | PG | DG | GR  | TOČ |
| --- | ------------------ | -- | - | - | --- | --- | -- | -- | --- | --- |
| 1.  | HK Acroni Jesenice | 4  | 4 | 0 | 0   | 0   | 33 | 4  | +29 | 12  |
| 2.  | HD HS Olimpija     | 4  | 2 | 2 | 0   | 0   | 23 | 12 | +11 | 6   |
| 3.  | HDD Bled           | 4  | 0 | 4 | 0   | 0   | 4  | 44 | -40 | 0   |

## Končnica

### Za tretje mesto
|  | HD HS Olimpija | 3:5 | HK Triglav Kranj | Hala Tivoli, Ljubljana |

| Poročilo tekme | Poročilo tekme | Poročilo tekme | Poročilo tekme | Poročilo tekme |
| -------------- | -------------- | -------------- | -------------- | -------------- |
|                |                |                |                |                |

|  | HK Triglav Kranj | 2:6 | HD HS Olimpija | Ledena dvorana, Kranj |

| Poročilo tekme | Poročilo tekme | Poročilo tekme | Poročilo tekme | Poročilo tekme |
| -------------- | -------------- | -------------- | -------------- | -------------- |
|                |                |                |                |                |

|  | HD HS Olimpija | 6:1 | HK Triglav Kranj | Hala Tivoli, Ljubljana |

| Poročilo tekme | Poročilo tekme | Poročilo tekme | Poročilo tekme | Poročilo tekme |
| -------------- | -------------- | -------------- | -------------- | -------------- |
|                |                |                |                |                |

### Finale
|  | HDD Tilia Olimpija | 2:3 | HK Acroni Jesenice | Hala Tivoli, Ljubljana |

| Poročilo tekme | Poročilo tekme | Poročilo tekme | Poročilo tekme | Poročilo tekme |
| -------------- | -------------- | -------------- | -------------- | -------------- |
|                |                |                |                |                |

|  | HDD Tilia Olimpija | 1:2 | HK Acroni Jesenice | Hala Tivoli, Ljubljana |

| Poročilo tekme | Poročilo tekme | Poročilo tekme | Poročilo tekme | Poročilo tekme |
| -------------- | -------------- | -------------- | -------------- | -------------- |
|                |                |                |                |                |

|  | HK Acroni Jesenice | 4:2 | HDD Tilia Olimpija | Dvorana Podmežakla, Jesenice |

| Poročilo tekme | Poročilo tekme | Poročilo tekme | Poročilo tekme | Poročilo tekme |
| -------------- | -------------- | -------------- | -------------- | -------------- |
|                |                |                |                |                |

|  | HK Acroni Jesenice | 4:2 | HDD Tilia Olimpija | Dvorana Podmežakla, Jesenice |

| Poročilo tekme | Poročilo tekme | Poročilo tekme | Poročilo tekme | Poročilo tekme |
| -------------- | -------------- | -------------- | -------------- | -------------- |
|                |                |                |                |                |

## Statistika

### Najboljši strelci
| Poz | Igralec         | Klub               | OT | G | A  | TOČ | KM | GIV | GIM |
| --- | --------------- | ------------------ | -- | - | -- | --- | -- | --- | --- |
| 1   | Ken Ograjenšek  | HD HS Olimpija     | 7  | 5 | 11 | 16  | 4  | 0   | 14  |
| 2   | Marc Cavosie    | HK Acroni Jesenice | 8  | 7 | 8  | 15  | 2  | 0   | 6   |
| 3   | Rok Tičar       | HK Acroni Jesenice | 8  | 8 | 6  | 14  | 1  | 1   | 12  |
| 4   | Robert Sabolič  | HK Acroni Jesenice | 8  | 6 | 7  | 13  | 2  | 0   | 4   |
| 5   | John Hughes     | HDD Tilia Olimpija | 7  | 0 | 12 | 12  | 0  | 0   | 36  |
| 6   | Erik Pance      | HDD Tilia Olimpija | 8  | 9 | 2  | 11  | 2  | 0   | 4   |
| 7   | Matt Higgins    | HDD Tilia Olimpija | 5  | 6 | 5  | 11  | 1  | 0   | 4   |
| 8   | Klemen Sodržnik | HD HS Olimpija     | 7  | 4 | 5  | 9   | 1  | 0   | 12  |
| 9   | Matej Hočevar   | HDD Tilia Olimpija | 8  | 3 | 6  | 9   | 0  | 1   | 8   |
| 10  | Luka Bašič      | HD HS Olimpija     | 7  | 1 | 8  | 9   | 1  | 0   | 4   |

### Najboljši vratarji
| Poz | Igralec         | Klub               | OT | OMIN   | PG | PGT   | SNG | US  | %US    | KM | PGIV | PGIM |
| --- | --------------- | ------------------ | -- | ------ | -- | ----- | --- | --- | ------ | -- | ---- | ---- |
| 1   | Matic Boh       | HDD Tilia Olimpija | 2  | 40:06  | 0  | 0,00  | 5   | 5   | 100,00 | 0  | 0    | 0    |
| 2   | Mitch O’Keefe   | HK Acroni Jesenice | 1  | 20:00  | 0  | 0,00  | 7   | 7   | 100,00 | 0  | 0    | 0    |
| 3   | Urban Šurk      | HK Slavija         | 1  | 7:06   | 0  | 0,00  | 5   | 5   | 100,00 | 0  | 0    | 0    |
| 4   | Matic Marinšek  | HD HS Olimpija     | 4  | 173:25 | 3  | 1,04  | 87  | 84  | 96,55  | 27 | 0    | 0    |
| 5   | Michal Fikrt    | HK Acroni Jesenice | 8  | 460:33 | 11 | 1,43  | 236 | 225 | 95,34  | 0  | 3    | 1    |
| 6   | Matija Pintarič | HDD Tilia Olimpija | 4  | 188:52 | 8  | 2,54  | 129 | 121 | 93,80  | 0  | 2    | 1    |
| 7   | Jan Chábera     | HDD Tilia Olimpija | 6  | 249:13 | 8  | 1,93  | 108 | 100 | 92,59  | 0  | 1    | 1    |
| 8   | Jernej Čerin    | HD HS Olimpija     | 6  | 245:41 | 16 | 3,91  | 171 | 155 | 90,64  | 0  | 6    | 0    |
| 9   | Anže Ulčar      | HK Triglav         | 7  | 393:22 | 26 | 3,97  | 245 | 219 | 89,39  | 25 | 4    | 1    |
| 10  | Primož Pukšič   | HDD Bled           | 4  | 114:19 | 14 | 7,35  | 107 | 93  | 86,92  | 0  | 7    | 0    |
| 11  | Mitja Kaimel    | HDD Bled           | 4  | 125:40 | 30 | 14,32 | 132 | 102 | 77,27  | 0  | 7    | 0    |
| 12  | Rok Kroželj     | HK Slavija         | 4  | 236:36 | 25 | 6,34  | 102 | 77  | 75,49  | 0  | 9    | 0    |
| 13  | Rok Stojanovič  | HK Triglav         | 2  | 29:39  | 7  | 14,17 | 23  | 16  | 69,57  | 0  | 0    | 2    |